# Портсмутски мирен договор
Портсмутският мирен договор е подписан на 5 септември 1905 г. в Китъри, Мейн, САЩ и слага край на Руско-японската война (1904 – 1905). Според условията на договора, посредничен от американския президент Теодор Рузвелт, победените руснаци следва да признаят Япония за властващата сила в Корея и да направят значителни териториални отстъпки в Китай.
Катастрофалният ход на войната за Русия допринася за избухването на Руската революция от 1905 г., загубата на Порт Артур, загубата на Мукден и опустошителното поражение в битката при Цушима. Тези обстоятелства принуждават император Николай II да приеме предложението за посредничество на Рузвелт. Въпреки това, инициативата за мирни преговори е предприета първо от японското правителство. Изцедени финансово и опасяващи се от война на изтощение далеч от базите си, японците се надяват, че мащабните безредици в Русия ще я принудят да преговаря за мир. Надеждите им се сбъдват.
Преговорите започват в Портсмът, Ню Хампшър, на 9 август 1905 г. и приключват с подписването на мирния договор на 5 септември. С него Русия се отказва от контрола си над целия Ляодунски полуостров, Манджурия и половината от остров Сахалин, който е анексирала през 1875 г. Освен това, Корея е призната като част от японската сфера на влияние. Договорът убива последните надежди на Николай II за руска хегемония в Азия. В Япония, договорът значително подсилва престижа на милитаристичните фракции в правителството, които в годините след войната добиват почти неограничена власт в страната.
Два месеца след подписването на договора, продължителните размирици принуждават Николай II да издаде Октомврийския манифест, който е равностоен на конституционална харта. Макар престижът ѝ да е тежко уронен, Русия остава сред големите азиатски сили.
За ключовата си роля в провеждането на преговорите между двете страни, Теодор Рузвелт получава Нобелова награда за мир през 1906 г.